# Buteogallus
Buteogallus là một chi chim trong họ Accipitridae.

## Các loài
- Buteogallus schistaceus (Sundevall, 1850)
- Buteogallus anthracinus (Deppe, 1830)
  - B. a. anthracinus (Deppe, 1830)
  - B. a. utilensis Twomey, 1956
  - B. a. rhizophorae Monroe, 1963
  - B. a. bangsi (Swann, 1922)
  - B. a. subtilis (Thayer & Bangs, 1905)
- Buteogallus gundlachii (Cabanis, 1855)
- Buteogallus aequinoctialis (Gmelin, JF, 1788)
- Buteogallus meridionalis (Latham, 1790)
- Buteogallus lacernulatus (Temminck, 1827)
- Buteogallus urubitinga (Gmelin, JF, 1788)
  - B. u. ridgwayi (Gurney, 1884)
  - B. u. urubitinga (Gmelin, JF, 1788)
- Buteogallus solitarius (Tschudi, 1844)
  - B. s. sheffleri (van Rossem, 1948)
  - B. s. solitarius (Tschudi, 1844)
- Buteogallus coronatus (Vieillot, 1817)

## Hình ảnh

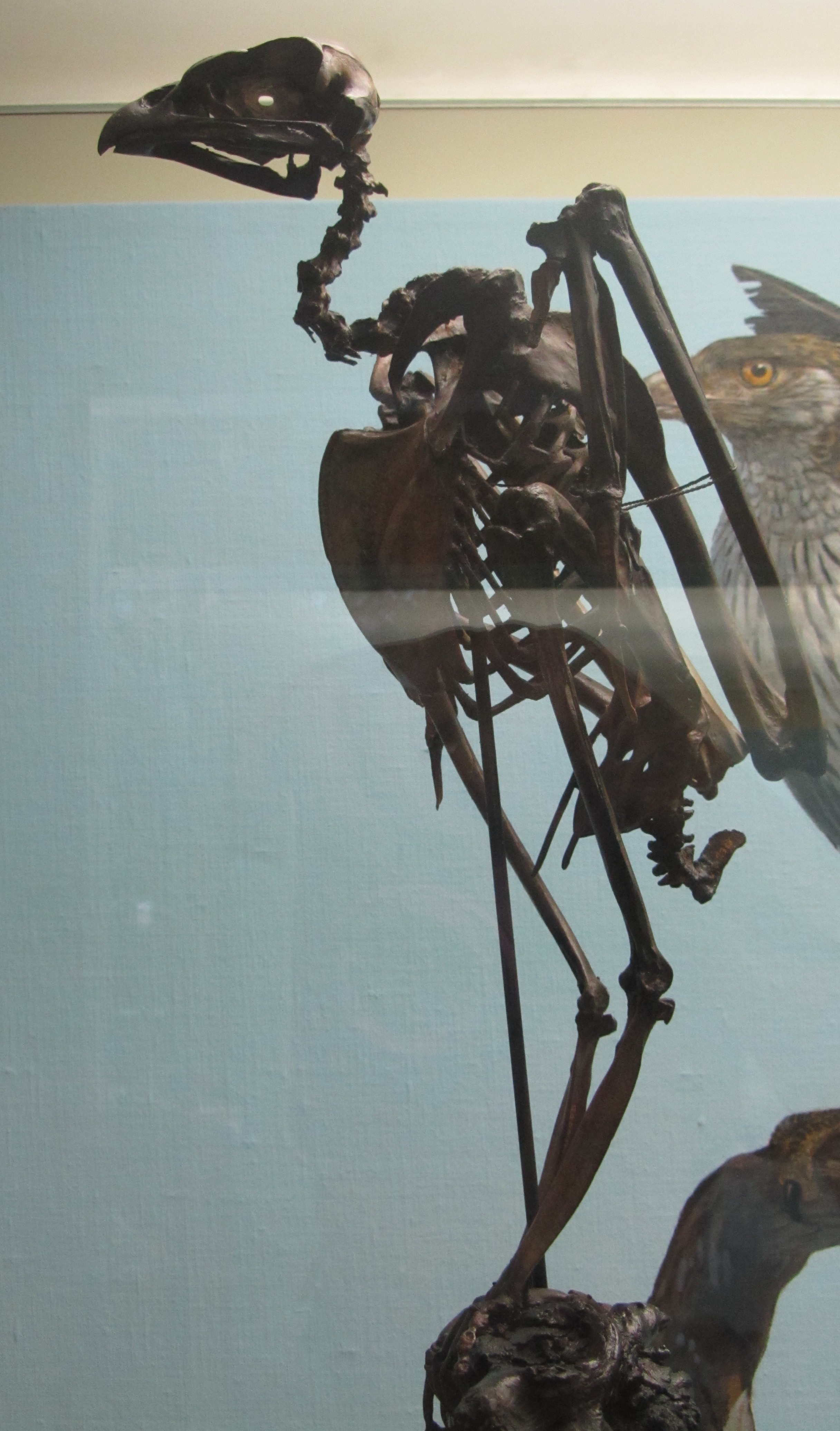
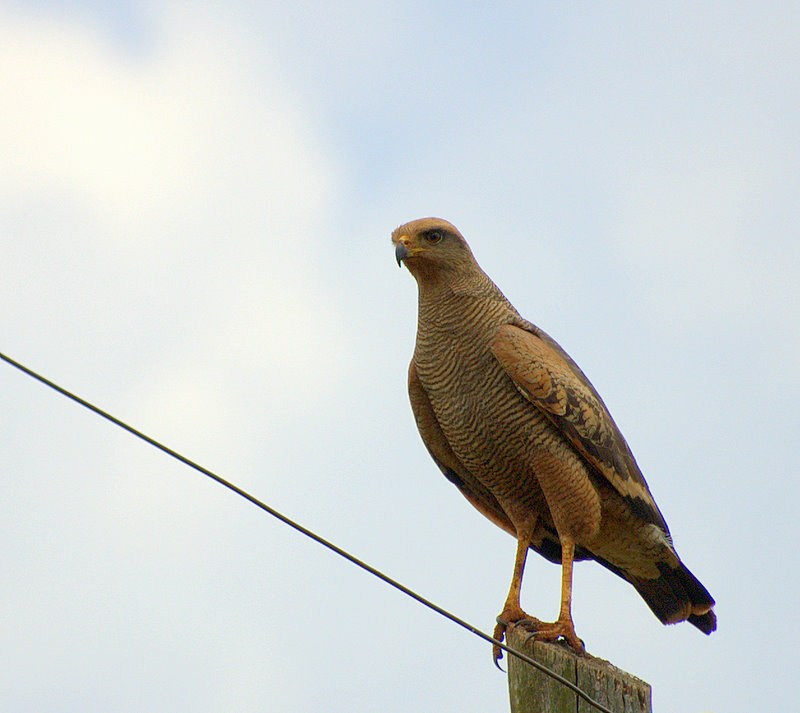